# 克萊貝爾斯伯格·庫諾

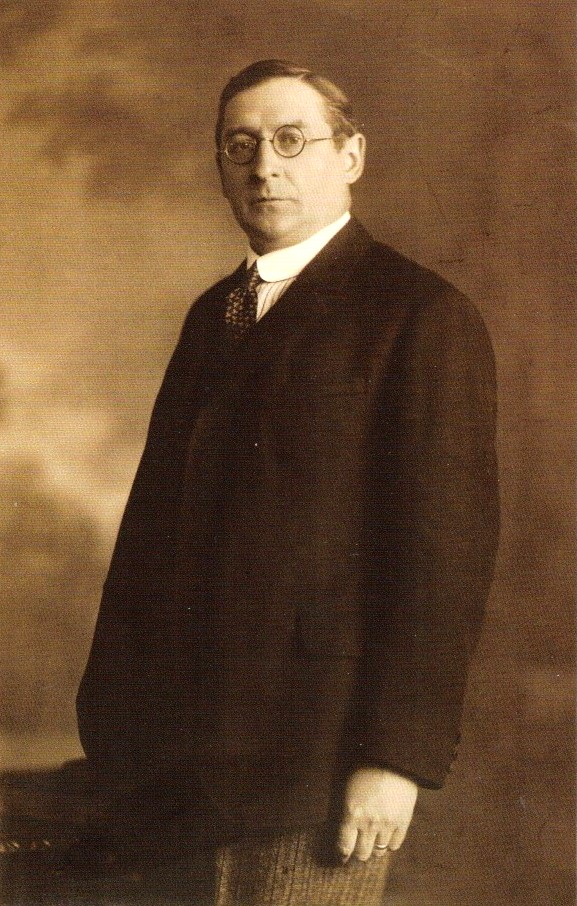
克萊貝爾斯伯格·庫諾

圖姆堡伯爵克萊貝爾斯伯格·庫諾·伊姆雷·奧羅爾·費倫茨（匈牙利語：Gróf thumburgi Klebelsberg Kuno Imre Aurél Ferenc；1875年11月3日—1932年10月11日）。匈牙利法學家、國會議員、文化政治家，歷任匈牙利歷史學會主席（1917–1932年）、內政部長（1921–1922年）、宗教和公共教育部長（1922–1931年）。